# 164-мм морська гармата зразка 1893 року
164-мм гармата зразка 1893 року (фр. Canon de 164 mm Modèle 1893) — морська гармата середнього калібру, яка використовувалася як допоміжне озброєння на багатьох французьких пре-дредноутах і броньованих крейсерах під час Першої світової війни. Вона використовувалася як залізнична артилерія в обох світових війнах і як берегова артилерія під час Другої світової війни.

## Опис
164-мм гармата зразка 1893 року - була типовою французькою важкою гарматою того періоду. Вона використовувала клиновий затвор Веліна та картузний метальний заряд з обтюратором де Банжа для забезпечення гарної герметичності під час пострілу. Її було замінено на гармату Моделі 1893/96, яка використовувала пластикове ущільнення для обтюратора, відрізнялася конструкцією гармати, мала трохи довший ствол довжиною 46,6 калібрів, і нова гармата могла стріляти новим осколково-фугасним снарядом далі, ніж той, що використовувався старою гарматою.

## Морські установки
Гармати моделі 1893 та 1893/96 років встановлювалися в казематних поворотних установках з можливістю опускання до -10° та підняття до +25°. Гармати стріляли снарядами вагою 52 кг з початковою швидкістю 865 м/с на максимальну дальність 9000 м. Гармати також встановлювалися в одно- та двогарматних баштах, хоча дані про башти відсутні.

## Служба на флоті
Гармата моделі 1893 року, встановлювалася на броньованих крейсерах і додредноутних лінкорах, включаючи:
- Броньовані крейсери типу «Дюпле» - основне озброєння цього класу з трьох броньованих крейсерів складалося з двох гармат моделі 1893 року у подвійних баштах, спереду та ззаду.
- Броньовані крейсери типу «Глуар» - допоміжне озброєння цього класу з п'яти броньованих крейсерів складалося з чотирьох гармат моделі 1893 року в одиночних казематах, спереду та ззаду. Також було чотири гармати в одиночних баштах в центрі корабля.
- Броньовані крейсери типу «Гедон» - допоміжне озброєння цього класу з трьох броньованих крейсерів складалося з восьми гармат моделі 1893 року в одиночних казематах вздовж центральної лінії корабля.
- Броньовані крейсери типу «Леон Гамбетта» - допоміжне озброєння цього класу з трьох броньованих крейсерів складалося з чотирьох гармат моделі 1893 року в одиночних казематах, спереду та ззаду. Також було дванадцять гармат у шести подвійних баштах в центрі корабля.
- Лінкори типу «Республіка» - допоміжне озброєння цього класу з двох пре-дредноутних лінкорів складалося з восьми гармат моделі 1893 року в одиночних казематах з кожного борту. Також було дванадцять гармат у шести подвійних баштах в центрі корабля.

## Залізнична гармата

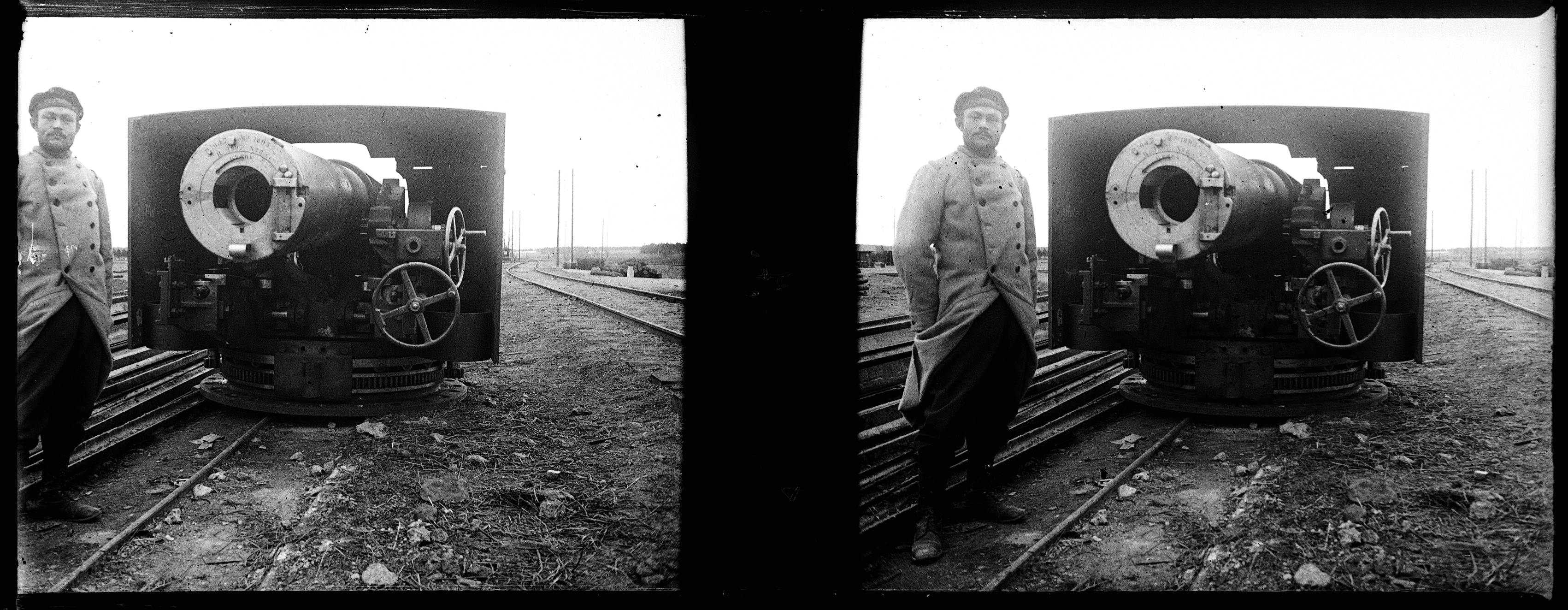
Залізнодорожня версія гармати, 1916 року

Французи розмістили кілька запасних гармат моделі 1893 року на чотиривісних залізничних платформах у 1915 році, щоб використовувати їх як мобільну важку артилерію під позначенням «Canon de 164 modèle 1893/96 TAZ». Установка з гарматою важила 60 т  і була 14,7 м завдовжки. Вона могла обертатися на повні 360°, якщо її виносні опори, по дві з кожного боку, були розгорнуті. Фотографії свідчать, що деякі установки мали надбудовані вантажні відсіки на обох кінцях установки, що обмежувало дугу обстрілу гармати приблизно 90° з кожного боку. Вона мала круглу платформу для екіпажу, яку потрібно було скласти для пересування. Деякі гармати були оснащені щитами.
Гармата могла підніматися максимум до 36°, але мінімальний кут стрільби становив 10°. Вона могла стріляти 50,5 кг фугасним снарядом зі швидкістю 775 м/с на дальність 18 000 м або 52,6 кг бронебійним снарядом зі швидкістю 770 м/с на дальність 15 400 м.
Кілька гармат моделі 1893/96 років були встановлені на ту ж залізничну платформу, що й старіша модель у 1917 році, хоча вона важила лише 60 тонн. Гармата могла підніматися між +3° і 40°, але зберігала той самий мінімальний кут стрільби 10°. Вона могла використовувати ті ж боєприпаси, що й старіші гармати, але також могла стріляти новим 49,8 кг фугасним снарядом, оснащеним балістичним ковпачком, зі швидкістю 830 м/с на дальність 19 200 м. Вісім з цих залізничних гармат залишалися на озброєнні Франції після закінчення Першої світової війни, і щонайменше чотири були захоплені німцями та отримали позначення 16 cm Kanone (E.) 453(f), хоча невідомо, як вони використовувалися, якщо взагалі використовувалися.

## Берегова гармата

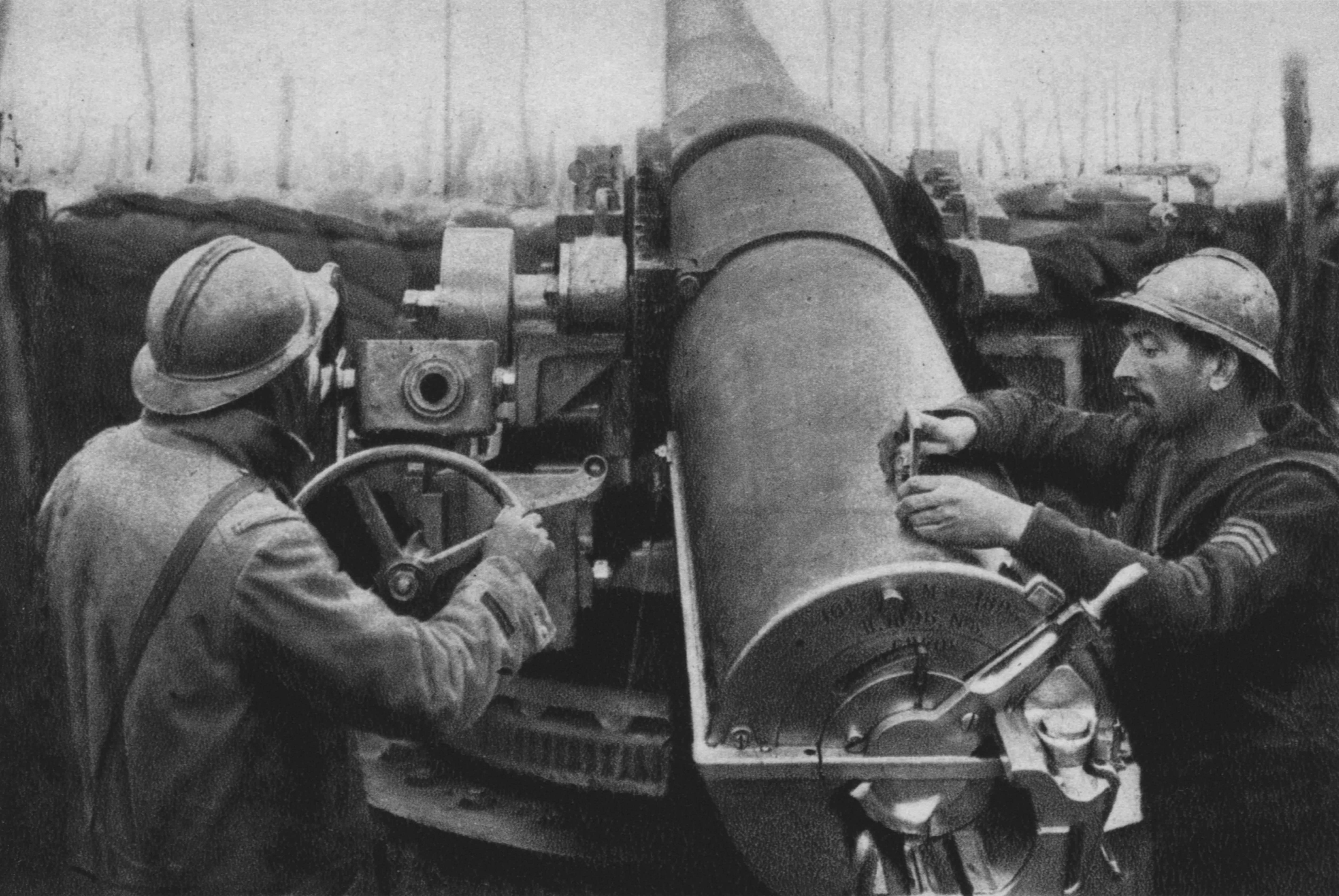
Гармата використовувалася на суші під час Першої світової війни (грудень 1916 р.)

Німці використовували 32 гармати моделі 1893/96 років у берегових батареях у Франції як KM 93/96(f), а також 18 гармат моделі 1893 року з позначенням SKL/45(f), хоча невідомо, скільки з них було просто взято з існуючих французьких позицій берегової оборони або було встановлено ними знову.
Примітки
1. ↑  French 164.7 mm/45 (6.5") Models 1893 and 1896. 16 травня 2006. Процитовано 26 червня 2009.
2. ↑  Kosar, p. 213
3. ↑  Carrere, p. 121
4. ↑  Conway's, pp. 296-7
5. ↑  François, Guy; Chazette, Alain (2006). Eisenbahnartillerie: Histoire de l'artillerie lourde sur voie ferrée allemande des origines à 1945. Paris: Editions Histoire et Fortifications. с. 92. ISBN 2-915767-08-4.
6. ↑  Rolf, Rudi (1998). Der Atlantikwall: Bauten der deutschen Küstenbefestigungen 1940-1945. Osnabrück: Biblio. с. 387. ISBN 3-7648-2469-7.